# ミラン・パヴリン
ミラン・パヴリン（Milan Pavlin、1971年10月8日 - ）は、スロベニア (旧ユーゴスラビア)・クラーニ出身の元サッカー選手。現役時代のポジションはMF。元スロベニア代表。

## 来歴

### クラブ
1992年、プルヴァリガに所属していたNKナクロでプロデビュー。翌年にNKオリンピア・リュブリャナへと移籍すると、1996年にはドイツの3部リーグにあたるレギオナルリーガに所属していたSGディナモ・ドレスデンに引き抜かれた。以降はヨーロッパ各国のクラブを転々とし、2001-02シーズンには所属していたFCポルトでUEFAチャンピオンズリーグデビューも果たした。
2009年、FCコペルに移籍し、2009-10シーズン終了後に現役を引退した。

### 代表
1994年3月23日、北マケドニア代表との親善試合にてスロベニア代表デビューを飾ると、UEFA EURO 2000と2002 FIFAワールドカップに臨む同代表に選出された。両方の大会で全試合に出場し、2004年4月28日のスイス代表戦をもってスロベニア代表からの引退を決断した。スロベニア代表通算63試合5得点。

## 代表歴

### 出場大会
- スロベニア代表
  - 2000年 - UEFA EURO 2000
  - 2002年 - 2002 FIFAワールドカップ

### 試合数
- 国際Aマッチ 64試合 5得点（1993年 - 2004年）[3]

| スロベニア代表 | 国際Aマッチ | 国際Aマッチ |
| 年             | 出場        | 得点        |
| -------------- | ----------- | ----------- |
| 1993           | 1           | 0           |
| 1994           | 1           | 0           |
| 1995           | 0           | 0           |
| 1996           | 0           | 0           |
| 1997           | 0           | 0           |
| 1998           | 8           | 0           |
| 1999           | 10          | 1           |
| 2000           | 11          | 3           |
| 2001           | 11          | 0           |
| 2002           | 10          | 1           |
| 2003           | 9           | 0           |
| 2004           | 3           | 0           |
| 通算           | 64          | 5           |